# 液態金屬脆化
液態金屬脆化（英語：Liquid Metal Embrittlement，LME)，也称为液态金属诱发脆化，是某些延展性金属在暴露于特定液态金属时会造成拉伸延展性的急劇變化或发生脆性断裂的現象。一般來說，需要外部施加或本身存在一拉伸应力才會诱发使其脆化。但也有例外情况，例如铝與液态镓同時存在的情况下。 目前已知许多现象，并且已经提出了几种可能的机制来解释它。  液態金屬脆化也曾用來解釋在观察到几种钢在热浸镀锌或后续制造过程中会发生损失延展性和开裂。 且开裂以及高裂纹增长率可能会導致毀滅性的灾难。
当其中一种金属接近其熔点时，即使在固态下也可以观察到类似的金属脆化效应；例如在高温下工作的镀镉部件。这种现象被称为固体金属脆化。 

## 特征

### 机理特性
液態金屬脆化的特征在于，与在空氣/真空中获得的相比，在存在液态金属的情况下进行测试时，阈值应力强度、真实断裂应力或断裂应变降低空氣/真空测试。断裂应变的降低通常与温度有关，随着测试温度的降低，会观察到“延展性谷”。 许多金属对也表现出韧性到脆性的转变行为。应力-应变曲线的弹性区域的形状没有改变，但塑性区域可能在 液態金屬脆化 过程中发生变化。脆化的液态金属在固态金属中引起非常高的裂纹扩展速率，从每秒几厘米到每秒几米不等。最终断裂之前，會經歷潜伏期和缓慢的临界前裂纹扩展阶段。

### 金属化学
据傳，经历液態金屬脆化的固-液金属组合具有特殊性。 金属对引起脆化的相互溶解度应该有限。过高的溶解度並不會引起急性裂纹扩展，但没有任何一個溶解度可以防止液态金属润湿固体表面并防止液態金屬脆化。固体金属表面存在氧化层也会妨碍两种金属之间的良好接触并阻止液態金屬脆化。固态和液态金属的化学成分会影响脆化的严重程度。向液态金属中添加第三种元素可能会增加或减少脆化并改变出现脆化的温度区域。形成金属间化合物的金属组合不会引起液態金屬脆化。目前已有各种各样的液態金屬脆化組合。 技术上來說，最重要的是铝和钢合金的液態金屬脆化。

### 冶金學
固体金属的合金會改变液態金屬脆化。一些合金元素可能会增加强度，而其他元素可能会阻止液態金屬脆化。已知合金的作用是偏析到固体金属的晶粒边界和改变晶界特性。因此，在合金添加元素已经饱和固体金属的晶界的情况下，可以看到最強的液態金屬脆化。 固体金属的硬度和变形行为影响其对液態金屬脆化的敏感性。一般來說，较硬的金属会更严重地脆化。晶粒大小对液態金屬脆化影响很大。晶粒越大的固体脆化越严重，断裂应力与晶粒直径的平方根成反比。脆性到韧性的转变温度也随着晶粒尺寸的增加而增加。

### 物理化学性质
固体和液体金属之间的界面能和固体金属的晶界能对液態金屬脆化影响很大。这些能量取决于金属組合的化学成分。 

### 测试指標
温度、应变率、应力和暴露于液态金属的时间等外部参数皆会影响 液態金屬脆化。温度会在固体金属中产生延展性槽和延展性到脆性的转变行为。槽的温度范围以及转变温度由液态和固态金属的组成、固态金属的结构和其他实验参数改变。延展性槽的下限一般与液态金属的熔点重合。上限对应变率敏感。温度也影响 液態金屬脆化 的动力学。应变速率的增加，增加了上限温度以及裂纹扩展速率。在大多数金属耦合中，液態金屬脆化 不会在阈值应力水平以下发生。
测试通常涉及拉伸试样，但也使用断裂力学试样进行更复杂的测试。

## 机制
目前已经有許多論文为 液態金屬脆化 提出了许多理论。 下面列出了主要幾種：
- Robertson [12]和 Glickman [13]的溶解-扩散模型表明，液态金属在固态金属上的吸收会引起溶解和向内扩散。在压力下，这些过程会导致裂纹的成核及扩展。
- Stoloff 和 Johnson [14] Westwood 和 Kamdar [15]的脆性断裂理论提出液态金属原子在裂纹尖端的吸附削弱了原子间的键，合并扩展了裂纹。
- Gordon [16]假设了一个模型，该模型基于液态金属原子的扩散-渗透使裂纹成核，裂纹在应力作用下扩展并导致失效。
- Lynch [17]和 Popovich [18]的延展性失效模型预测，液态金属的吸附会导致原子键的弱化和错位的成核，並在应力下移动、堆积和施力硬化固体。溶解有助于空隙的成核，空隙在应力下生长并导致延展性破坏。

所有模型，除了 Robertson  ，都利用固体金属的吸附诱导表面能降低的概念作为液態金屬脆化的主要原因。他们成功地预测了许多观察结果。然而液態金屬脆化的定量预测仍然难以捉摸。

## 汞脆
汞為最常见导致脆化的液态金属。大约公元 78 年，水银的脆化作用首先被老普林尼發現。 汞泄漏对飞机来说尤其危险。铝锌镁铜合金 DTD 5050B 對其特别容易受到影响。铝铜合金 DTD 5020A 則不太敏感。溢出的汞則可以用硝酸银惰化，使其相对无害。 
2004 年 1 月 1 日，由桑托斯有限公司经营的南澳大利亚蒙巴天然气加工厂发生大火。导致火灾的气体泄漏是由液体回收装置中的热交换器（冰箱）入口喷嘴故障引起的。入口喷嘴失效是由于元素汞使B列铝制冷箱的液態金屬脆化。 

## 流行文化
液態金屬脆化在Joseph Finder的小说《杀手本能》中扮演着核心角色。
在电影大英雄天團中，由Genesis Rodriguez配音的哈妮蕾夢在她的实验室中使用液態金屬脆化技术。

## 參照
- 脆化
- 氢脆